# Andokides (Redner)
Andokides, Sohn des Leogoras, (altgriechisch Ἀνδοκίδης Andokídēs; * um 440 v. Chr. wahrscheinlich in Athen; † nach 391 v. Chr.) war ein attischer Redner. In der berühmten Rangliste der attischen Redner gemäß dem alexandrinischen Kanon wird Andokides an zweiter Stelle genannt. Seine genauen Lebensdaten sind nicht bekannt.

## Herkunft
Andokides gehörte zu der alten eupatriden Familie der Kerykes, die ihre Vorfahren auf Odysseus zurückführte und ihren Ursprung von dem Gott Hermes ableitete. Er war ein Enkel des damals in Griechenland bekannten gleichnamigen Politikers und Admirals Andokides, der – wie sein Enkel in der Rede „Über den Frieden mit den Lakedämoniern“ beschreibt – zur Zeit des Perikles gemeinsam mit neun weiteren Politikern (darunter Kallias und Chares) Mitglied einer athenischen Delegation war, die im 3. Jahr der 83. Olympiade (445 v. Chr.) einen 30-jährigen Frieden mit den Lakedämoniern aushandelte. Auch sein Onkel Epilykos (der Bruder der Mutter des Andokides) war als Friedensstifter für Athen tätig gewesen und hatte 423 v. Chr. für seine Vaterstadt den Kalliasfrieden in Verhandlungen mit den Persern neu bekräftigt.

## Leben
415 v. Chr., etwa im Alter von 25 Jahren, war Andokides in die Affäre um den berühmten Hermenfrevel verwickelt. In einer einzigen Nacht wurden damals in Athen kurze Zeit vor Beginn der sizilischen Expedition eine Vielzahl von Hermen, Figuren, die an den Hauseingängen standen, verstümmelt. Im Zuge der Aufklärung dieses Verbrechens, welches einen religiösen Frevel bedeutete, aber zugleich auch als gemeinsame Untat einer politischen Geheimgesellschaft verstanden werden konnte, wurden außerdem mehrere Personen beschuldigt, in ihren Häusern private Mysterien abzuhalten, was ebenfalls ein strafbarer Frevel war. Einer der Hauptbeschuldigten war der berühmte Feldherr Alkibiades, der deswegen aus Sizilien abberufen wurde, um verurteilt zu werden, und nach Sparta floh (Thukydides 6,27,1–28,2).
In einem Verfahren zu den oben genannten Verbrechen trat Andokides als Kronzeuge auf. Um sein eigenes Leben und das Leben seiner Verwandten zu retten, war er gezwungen, vor den athenischen Stadtbehörden einige aristokratische Beteiligte dieses Geschehens zu denunzieren, wodurch er sich mit seinen Standesgenossen verfeindete. Trotz der ihm von den athenischen Behörden zugesagten Straffreiheit verfiel er der sogenannten atimia (Verlust der Bürgerrechte) und musste Athen verlassen.
In Zypern konnte er in den nächsten Jahren erfolgreich Handelsgeschäfte betreiben. Um 411 unternahm er mit seiner Rede „Über seine Rückkehr“ den Versuch, nach Athen zurückzukehren. Dieser Versuch scheiterte jedoch zunächst. Erst nach 403 v. Chr., nach dem Sturz der Terrorherrschaft der Dreißig Tyrannen, wurde ihm die Rückkehr im Rahmen einer allgemeinen Amnestie erlaubt. In seiner bekanntesten Rede „Über die Mysterien“, die neben der angeführten Thukydides-Stelle die Hauptquelle zu den Ereignissen 415 ist, verteidigte er sich 400/399 v. Chr. noch einmal vor den Gerichten für sein Verhalten im Jahr 415 v. Chr. Es gelang ihm, trotz weiterer heftiger Angriffe seiner Gegner in der Folgezeit Staatsämter zu bekleiden und eine politische Rolle zu spielen. 
391 v. Chr., während des Korinthischen Krieges, wurde er nach Sparta entsandt, um einen Friedensvertrag auszuhandeln. Der Vertragsentwurf, den er nach seiner Rückkehr präsentierte, stieß auf heftigen Widerstand. In der erwähnten Rede „Über den Frieden mit den Lakedämoniern“ verteidigte er den Entwurf und riet seinen Mitbürgern, den mit Sparta ausgehandelten Friedensvertrag zur Beendigung des Korinthischen Krieges anzunehmen. In dieser Rede ist zum ersten Mal der Begriff der koiné eiréne, des Allgemeinen Friedens, belegt. Diese Friedensidee prägte die Politik zwischen den griechischen Poleis in den folgenden Jahrzehnten. Die Verwendung des Begriffs in Andokides’ Rede belegt, dass er damals allgemein geläufig gewesen sein muss.
Nach der Ablehnung seines Vorschlages wurde gegen Andokides Anklage erhoben, so dass er ins Exil ging. Über sein weiteres Leben sowie Ort und Zeit seines Todes ist nichts bekannt.
Eine weitere Rede, die ihm oft zugeschrieben wird, die Rede „Gegen Alkibiades“, muss wahrscheinlich dem Politiker Phaiax zugeordnet werden.
Der Redestil des Andokides ist schlicht und schmucklos, er verwendet Ausdrücke der Alltagssprache.

## Ausgaben und Übersetzungen
- Andokides, übersetzt und erläutert von Albert Gerhard Becker, Quedlinburg/Leipzig 1832.
- Andokides: Orationes, hrsg. von Fr. Blass, C. Fuhr. Stuttgart, Teubner 1965.
- Andocides, edited and translated by Michael Edwards. Warminster, Aris and Philipps 1995, ISBN 0-85668-527-5, ISBN 0-85668-528-3.
- Klaus Geus, Eike Lutz-Schmidt: Andokides. Reden. Griechisch und deutsch. Darmstadt, Wissenschaftliche Buchgesellschaft 2006, ISBN 3-534-18945-0 [noch nicht erschienen].